# 伊賀鉄道デハ1形電車
伊賀鉄道デハ1形電車（いがてつどうデハ1がたでんしゃ）は、伊賀鉄道（初代。後に大阪電気軌道、参宮急行電鉄、近畿日本鉄道（近鉄）を経て、2007年より伊賀鉄道（2代）へ分社）の荷物合造電車。伊賀線が1926年に電化された際、川崎造船所（後に川崎車輌を経て川崎重工業へ合併）でデハ1 - 6の6両が製造された。伊賀鉄道（初代）から伊賀鉄道（2代）までの社名変更の変遷の間に伊賀線向けとして製造された、唯一の旅客用電車形式である。

## 概要
紆余曲折を経て1916年8月8日に国鉄関西本線に接続する上野駅連絡所から上野町までのわずか3.9kmを、それも軌道法の下で開業した伊賀軌道は、1917年に社名を伊賀鉄道へ改称、1919年に既開業区間の軌道法特許を地方鉄道法免許へ切り替えて1922年に上野町 - 名張間22.4kmを開業し、この地域でも最大級の都邑である名張と国鉄関西本線を直結することに成功して、旅客・貨物共に輸送需要が急増した。
こうして増大する輸送需要を背景として、伊賀軌道改め伊賀鉄道は従来の蒸気動力を改めて自社線全線の直流1,500V電化を実施することを決定した。これに伴い、旅客営業用の電車6両と、20t級電気機関車2両の新造が決定され、旅客用電車として本形式6両が兵庫県神戸市の川崎造船所兵庫工場で製造された。

## 車体
リベット接合によって鋼材・鋼板を組み立てた構体と、木材による内装や屋根、床などを組み合わせた、14m級半鋼製車体である。
本形式が設計された1926年は、鉄道車両が鋼製台枠に木製車体を載せた在来設計から構造体全体を鋼製へ転換する端境期に当たり、川崎造船所でも前年に阪神急行電鉄が試作として発注した日本初の全鋼製電車である510号が完成しており、同年以降、各社向けに半鋼製電車の量産が開始されていた。
このように、時代的には間違いなく設計時点での最新設計を導入した意欲作であったが、その一方で車体設計そのものは台枠側面に構体柱材を金具で固定し、荷重による台枠のゆがみや変形を床下のトラス棒で矯正する、木造車時代の設計がそのまま踏襲されている。しかも側窓が一段下降式で窓の下辺が高い位置にあって腰高な印象を与えたこともあり、至って無骨で「古風な」あるいは「ローカル私鉄によく見られる典型的な」などと形容される外観形状である。
もっとも、木造車時代から本形式の前後の頃までに川崎造船所で設計された各形式に共通する特徴として、窓の上下を補強する補強帯（ウィンドウシル・ヘッダー）の内、窓下のウィンドウシルは側板の外に露出して打ち付けられているが、窓上のウィンドウヘッダーは省略されており、腰高ではあるがこの種の車両にありがちな鈍重感は薄い。
妻面は緩く後退角のついた三面折妻構造で、各面に1枚ずつ下降式窓を配した非貫通三枚窓構成を採る。
連結器は下作用式の自動連結器が妻面下部に露出した台枠端梁に直接搭載されている。
前照灯は屋根上中央に白熱電球1灯を収めた灯具を置き、標識灯は通常、妻面向かって左側の窓下やや高めの位置にフィルタ回転による多色切り替え式の小糸式標識灯を1灯のみ、固定金具に引っかける形で取り付け、その電力は車掌台側側面下部に設けられたジャンパ栓からケーブルを灯具まで引き回して供給した。また、この灯具の固定金具は反対側の妻面向かって右側にも当初より装着されており、必要に応じ灯具を増設することも可能な設計である。
側面窓配置は1 D (1) 10 (1) D (1) d 1で、固定式である戸袋窓以外の側窓は全て1段下降式となっており、扉窓も荷物用扉が縦桟で2分割された以外は1枚窓となっている。扉幅は客用扉が838mm（2フィート9インチ）、荷物用扉が1,003mm（3フィート3 1/2インチ）である。
なお、荷物室と客室の間の窓は縦長の楕円形（いわゆる丸窓）を採用しており、この窓と戸袋窓は通常の透明なガラスではなく磨りガラスが填められている。また、各扉は1段ステップを内蔵し下のドアレールは車体下辺直上に置かれており、いずれもドアエンジンを搭載しない手動扉である。
座席は長さ約8.4mのロングシートを客用扉間の通路左右に設置する。天井には2列のつり革がずらりと並び、荷物室（荷重1.0t）は区画として明確に分離されているが、運転台は同時代の路面電車同様、乗務員背後の中央部に板が立てられて区切られているものの、その左右には特に仕切りも用意されていない。
屋根上の通風器は、大正時代から昭和時代初期の車両によく使われていた、おわん形で、これは直下の白熱灯具と一体の通風口から換気を行う構造である。

## 主要機器
設計当時としては先進的な直流1,500V電化線向けであるが、路線規模・輸送量に見合った堅実かつ合理的な機器構成が採用されている。

### 電装品
制御器は電磁空気単位スイッチ式で架線電圧を抵抗で降圧して使用するHL制御器を搭載する。新造の時点でジャンパ線が引き通されており、後述するブレーキの仕様と合わせ、当初より2両ないしは3両での連結運転を考慮して計画されている。
主電動機は端子電圧750V時1時間定格出力41.0kWのものを4基搭載している。
集電装置は通常の菱枠形パンタグラフを荷物室直上に1基搭載する。

### 台車
川崎造船所がボールドウィン・ロコモティブ・ワークス(BLW)社製ボールドウィンA形台車を採寸・デッドコピーした川崎BW形台車を装着する。
これは半月形のイコライザーに複列の釣り合いばねというオリジナルのBLW社製BW-84-25Aの設計を忠実に模倣した機種であり、軸距も2,134mm（7フィート=84インチ）とオリジナル通りになっている。

### ブレーキ
3管式のSME非常直通ブレーキを搭載し、車体に装架したブレーキシリンダーからロッドで前後の各台車の基礎ブレーキ装置を駆動する。

## 運用
竣工以来18年の間に伊賀鉄道→伊賀電気鉄道→大阪電気軌道伊賀線→参宮急行電鉄伊賀線→関西急行鉄道伊賀線→近畿日本鉄道伊賀線、とめまぐるしく線名の変わった路線において、長く変わらず主力車両として重用された。
もっとも形式称号はその改組によって幾度か変更されており、当初のデハ1形デハ1 - 6から実態に即したデハニ1形デハニ1 - 6へ改称後、1941年3月の関西急行鉄道成立に伴い同年に実施された同社在籍全形式を対象とした大規模な形式整理・改番においてモニ5181形モニ5181 - 5186と改番され、以後全車廃車となるまでこの形式名が使用された。
第二次世界大戦後は連合軍の通達に基づいて標識灯の2灯化が実施されることになり、車掌台側のみであった標識灯が運転台側にも増設されて左右各1灯となった。また、従来は内部のフィルタを回転して赤色と他色で灯火色を切り替え可能な小糸式標識灯であったが、この改造の際に既存分も切り替え機能を持たない、いわゆる骸骨形の灯具に交換されている。
伊賀線では関西急行鉄道成立以降の輸送需要増大に伴う輸送力増強の際に、社内の他の狭軌各線からの転入による車両増備が実施されたが、転入各形式共に1形式あたり1両ないしは2両程度の転入に留まっており、しかもその多くは増結用の制御車であった。また、戦時中の転入車は1960年代に廃車が開始されたため、それらの転入各形式とも本形式を上回る両数が一度に在籍したことはなかった。
また、事故などによる中途廃車も発生しなかったため、本形式は老朽廃車が始まる1970年代後半まで伊賀線で長く主力形式であり続けた。
もっとも、製造後30年が経過して車体の痛みが目立ち始めたことから、1955年から1957年にかけて全車の車体更新工事が施工され、リベット組み立てであった車体外板が全て溶接組み立てに変更されて鋲頭がなくなり、また特徴的であった荷物室の楕円窓も通常構造の窓に変更された。さらに、ブレーキ装置も保安性向上などの都合から変更され、A動作弁によるAMA自動空気ブレーキ（Aブレーキ）となった。
塗装は長らく大阪電気軌道で標準であった濃緑色一色であったが、これは1960年代以降、近鉄で標準となったマルーン一色に変更されている。
その後、保安性向上を目的として前照灯のシールドビーム2灯化を実施している。
1977年に5000系が伊賀線に投入され、在籍していた電車は全て置き換えられて廃車となった。廃車後は全車とも解体された。そのため、他社への譲渡車や保存車は存在しない。

## 主要諸元
- 車体構造 - 半鋼製
- 最大寸法（長さ×幅×高さ）：14,871mm×2,635mm×3,972mm
- 自重 - 30.3t
- 定員 - 80人（座席40人）
- 主電動機 - 37.3kW×4
- 駆動方式 - 吊掛式
- 定格引張力 - 1,814kg
- 定格速度 - 29.8km/h
- 歯車比 - 4.12
- 台車 - 川崎造船所BW形イコライザー式